# Tenshi no Tamago
Tenshi no Tamago (japanisch 天使のたまご, deutsch „Das Ei des Engels“) ist ein Anime-Film von Yoshitaka Amano und Mamoru Oshii, der surrealistische Züge aufweist und fast gänzlich ohne Sprache auskommt. Er wurde von Tokuma Shoten produziert und ist 1985 erschienen.

## Handlung
Ein Mädchen mit langen weißen Haaren streift mit einem Ei durch ein düsteres Land, in dem es kaum Menschen zu geben scheint. Eines Tages trifft es einen Wanderer. Nur zögerlich schließen sich beide zusammen, um zu einer Art „Arche Noah“ zu wandern. Am Ende verliert das Mädchen das Ei an den Wanderer.
Der Film lebt von seinen Bildern, es wird nichts erklärt und so gut wie nichts gesprochen. Es zählen allein die Bilder, die, kombiniert mit großer Orchestermusik, die Fantasie des Betrachters beflügeln.

## Synchronisation
| Rolle    | japanischer Sprecher (Seiyū) |
| -------- | ---------------------------- |
| Mädchen  | Mako Hyoudou                 |
| Wanderer | Jinpachi Nezu                |
| Erzähler | Keiichi Noda                 |

## Veröffentlichung
Der Film wurde nur sehr eingeschränkt im Kino gezeigt. Die Vorführung in der Tōei Hall in Tokio fand früh morgens statt. Die Veröffentlichung auf Video am 15. Dezember 1985 durch Tokuma Shoten erreichte daher deutlich größeres Publikum, weswegen der Film trotz der Kinovorführung auch als Original Video Animation angesehen werden kann.
Im August 2024 gab KSM Anime auf der AnimagiC bekannt, die Lizenz für Angel's Egg erworben zu haben und demnächst in Deutschland auf DVD und Blu-ray zu veröffentlichen.

## In the Aftermath
Im Jahr 1988 erschien als erste Regiearbeit des Australiers Carl Colpaert der nach dem Drehbuch von Colpaert und Mamoru Oshii gedrehte, 69-minütige Spielfilm In the Aftermath (auch After Rabbit), in dem Ausschnitte aus Tenshi no Tamago mit einer Gesamtlänge von etwa 30 Minuten mit realen Szenen kombiniert wurden. Erzählt wird die verworrene Geschichte eines Soldaten in einer postapokalyptischen, nach einem Dritten Weltkrieg denkbaren Welt, der zunächst einen Kameraden verliert und später in einer verlassenen Fabrik auf eine Ärztin sowie ein rätselhaftes Mädchen, ein ihn später rettendes engelhaftes Weltraumwesen, mit einem Ei stößt.
Die Anime-Sequenzen aus Tenshi no Tamago wurden dabei in anderer Reihenfolge neu zusammengeschnitten und mit Realfilmszenen verbunden. Die gesamte Besetzung der Realfilmanteile bestand aus fünf Schauspielern sowie drei Komparsen, und für viele Mitglieder der Filmcrew war In the Aftermath der erste (und in etlichen Fällen auch der einzige) Kontakt mit der Filmbranche.
Die Musik stammt von Anthony Moore, für die Kameraaufnahmen war Geza Sinkovics zuständig. Zu den Darstellern gehören unter anderem Tony Markes (als Frank), Rainbow Dolan (als Engel), Filiz Tully (als Dr. Sarah) und Kenneth McCabe (als Goose) sowie Kurtiss J. Tews (als Psycho-Soldat).
Aufgrund der für In the Aftermath bestehenden Lizenzverhältnisse ist Tenshi no Tamago außerhalb Asiens bis heute nicht in der originalen Anime-Fassung veröffentlicht worden.
In Deutschland ist In the Aftermath im Jahr 1988 unter dem Titel After Rabbit – Flucht aus der Zukunft auf VHS erschienen. Der deutsche Titel soll eine Anspielung auf den im gleichen Jahr produzierten, US-amerikanischen Spielfilm Falsches Spiel mit Roger Rabbit darstellen, bei dem ebenfalls reale und animierte Elemente kombiniert wurden.